# إيزكيل بولك
إيزكيل بولك (بالإنجليزية: Ezekiel Polk)‏ هو جندي أمريكي، ولد في 7 ديسمبر 1747 في مقاطعة كمبرلاند في الولايات المتحدة، وتوفي في 31 أغسطس 1824 في مقاطعة هاردمان في الولايات المتحدة.